# Carl Ludwig Doleschall
Carl Ludwig Doleschall (ou Doleschal) est un naturaliste autrichien, né le 15 juillet 1827 à Vagujhely en Hongrie et mort le 26 février 1859 à Amboine en Indonésie.
Nous savons très peu de choses sur ce médecin qui s'installe sur l'île de Java probablement vers 1852.
Il est l'auteur d'articles d'histoire naturelle où il décrit des araignées mais aussi des insectes et notamment des diptères. Il constitue également une collection de lichens et de plantes.